# Anthurium holquinianum
Anthurium holquinianum är en kallaväxtart som beskrevs av Thomas Bernard Croat och D.C.Bay. Anthurium holquinianum ingår i släktet Anthurium och familjen kallaväxter. Inga underarter finns listade.